# AH-H407P

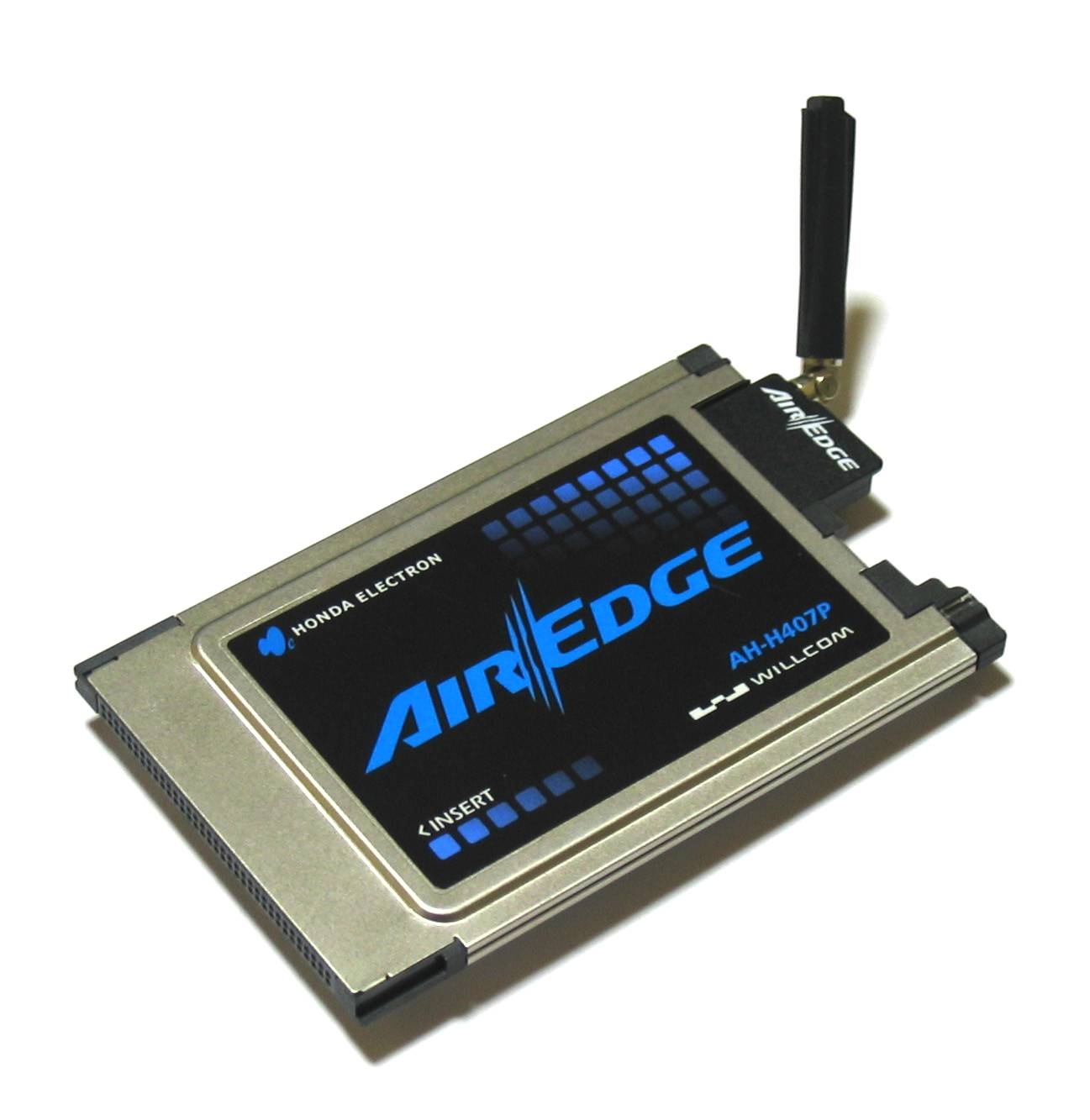
AH-H407P アンテナ展開時

AH-H407Pは、本多エレクトロン（現ネットインデックス）が開発した、PCカード形データ通信端末。

## 概要
AH-H407Pは、パソコンのPCカード Type II スロットに挿入して使用する。
アンテナは端末本体に収納可能な構造としており、使用時はアンテナを引っ張り出して任意の方角に向ける。
未使用時はアンテナを収納することで、パソコンのPCカードスロット内にぴたりと収めることができる。
セットアップ用のソフトウェアは、Windows 98、98SE、Me、2000、XP、Mac OS 9、Mac OS X に対応。同梱のCD-ROMならびにUSBメモリ内に収録されており、光ディスクドライブのないモバイルノートパソコンでも容易にインストールできる。
4x パケット通信方式に対応し、最大128kbpsのデータ通信をサポート。
通信時の平均消費電流は175mAで、これはPCカード型のAIR-EDGEデータ通信端末としては当時最小のものであった。
国際ローミングにも対応し、PIAFS通信により台湾・タイでの利用が可能であった。

## 沿革
- 2004年9月10日、DDIポケットのPHSデータ通信サービス、AirH"（現AIR-EDGE）に対応したデータ通信端末として発売開始。
- 2005年1月28日、AH-H403CとともにBCN Award 2005 モデム部門で最優秀賞を受賞した。
- 2005年2月2日、事業者のウィルコムへの移行に伴いリニューアルし、2006年5月時点でも発売中であった。

## サイズ
- 寸法: 54×5×86.5 ミリメートル（PCカード Type II 準拠）
- 重量: 35 グラム
- 対応通信方式: 4x / 2x / 1x パケット方式、フレックスチェンジ、64k / 32k PIAFS（ベストエフォート）
- 消費電流: 175 mA （4x パケット通信時の平均）